# Siège du château d'Ichijōdani
Le siège du château d'Ichijōdani (一乗谷城の戦い, Ichijōdani-jō no Tatakai) est entrepris en 1573 par Oda Nobunaga, puissant daimyo de l'époque Sengoku de l'histoire du Japon. C'est l'une des mesures prises dans le cadre d'une série de campagnes contre les clans Asakura et Azai qui s'opposent à son pouvoir grandissant.
Le château d'Ichijōdani, base d'Asakura Yoshikage, est l'un des nombreux châteaux richement meublés qui caractérisent l'époque Azuchi-Momoyama. Les fouilles et les recherches au niveau des ruines du château ont révélé que, tout comme le château de Toyotomi Hideyoshi à Fushimi, Ichijōdani était une maison de luxe avec une bibliothèque, un jardin et des chambres élégamment décorées.
Asakura Yoshikage est défait et connaît le même sort que son compagnon d'armes Azai Nagamasa, dont le château assiégé par Oda Nobunaga est incendié et détruit plus tôt cette même année.

## Source de la traduction
- (en) Cet article est partiellement ou en totalité issu de l’article de Wikipédia en anglais intitulé « Siege of Ichijōdani Castle » (voir la liste des auteurs).